# Глухое пересечение

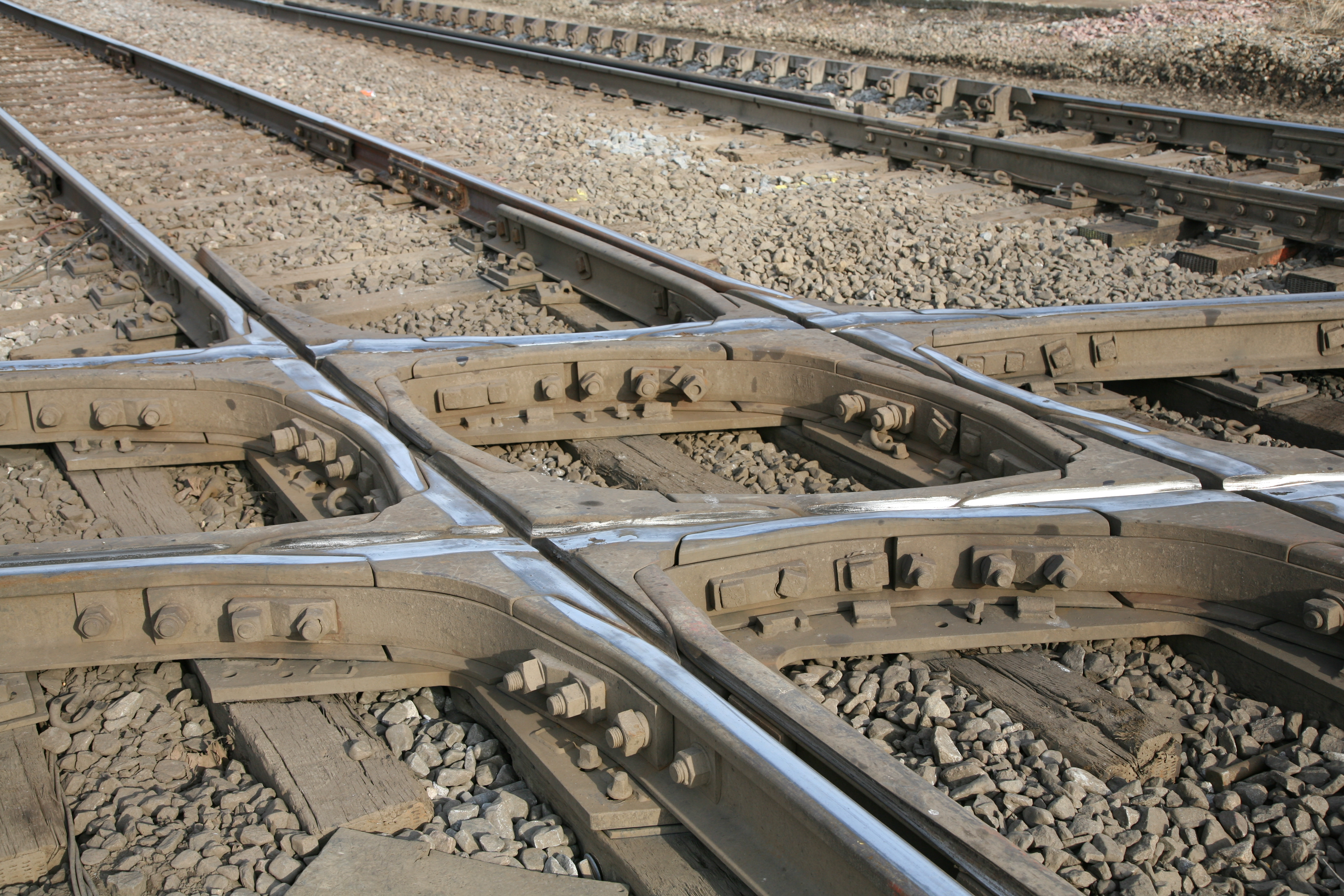
Глухое пересечение железнодорожных путей под прямым углом.

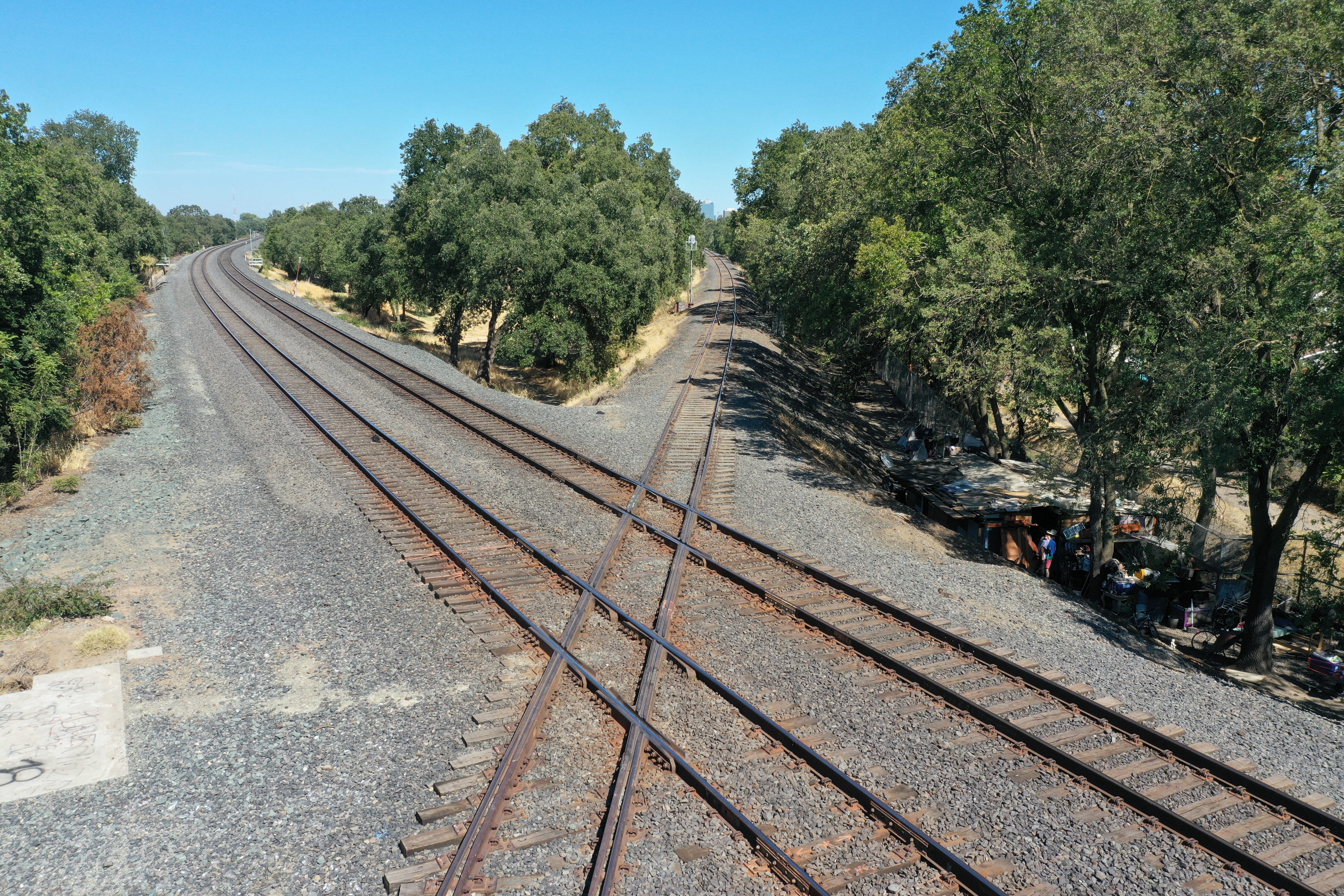
Глухое пересечение железнодорожных путей под острым углом.

Глухое пересечение — одноуровневое пересечение железнодорожных путей, устраиваемое без стрелок, что исключает переход подвижного состава с одного пути на другой. При этом образующие глухое пересечение пути могут иметь различную ширину колеи. В геометрическом плане пути могут пересекаться как перпендикулярно, так и под другими углами.
Глухие пересечения являются источником потенциальной опасности, так как на них возможно столкновение поездов, поэтому проезд через глухие пересечения регулируется железнодорожной сигнализацией. Также возможен сход поездов с рельсов.
Глухие пересечения довольно распространены в США. Связано это с тем, что при пересечении железных дорог, принадлежавших разным компаниям, не было необходимости в обеспечении возможности перехода поездов с одного пути на другой. В России же глухие пересечения на сети железных дорог встречаются крайне редко (чаще всего их можно увидеть на крупных узловых станциях, где они вместе со стрелочными переводами образуют стрелочные улицы, а также в качестве компонента двойных путевых съездов в горловинах более мелких станций и на станциях смены тележек подвижного состава, где сходятся пути с колеёй разных стандартов). Глухие пересечения почти не встречаются на путях метрополитена, ибо там, ввиду напряжённости графика движения поездов, тоннели пересекающихся линий располагаются на разных уровнях, даже если они проходят через одну строительную камеру (например, пути Ленинской и Дзержинской линий Новосибирского метрополитена). Исключение — Чикагский метрополитен. Единственное глухое пересечение линий в метрополитенах СССР было на пусковом участке Московского метро в районе станции «Охотный ряд». После отделения Арбатско-Покровской линии от Кирово-Фрунзенской (нынешняя Сокольническая) глухое пересечение разобрали. Весьма распространены во всем мире глухие пересечения трамвайных путей на перекрестках улиц.

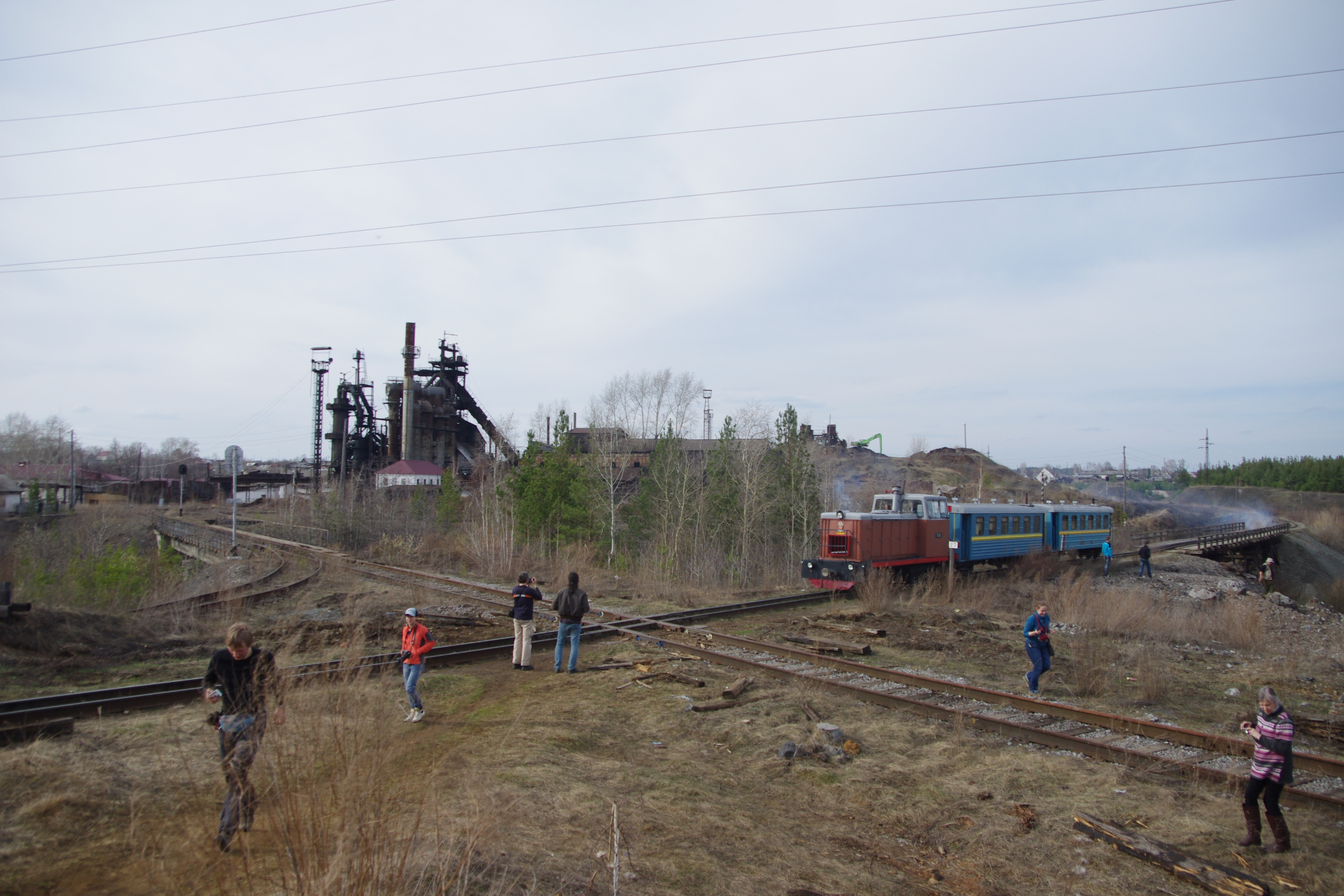
Глухое пересечение в России: Алапаевская УЖД и подъездной путь металлургического завода

В ряде населённых пунктов встречаются глухие пересечения между железнодорожными и трамвайными путями (причём обычно трамвайные линии пересекаются с подъездными путями промышленных предприятий, которые не имеют электрификации), хотя современные регламентации запрещают их.